# Brittiska Jungfruöarna i olympiska sommarspelen 1992
Brittiska Jungfruöarna deltog i de olympiska sommarspelen 1992 med en trupp, men ingen av landets deltagare erövrade någon medalj.

## Friidrott
Herrar
| Friidrottare   | Gren               | Kval | Kval      | Final            | Final            |
| Friidrottare   | Gren               | Höjd | Placering | Höjd             | Placering        |
| -------------- | ------------------ | ---- | --------- | ---------------- | ---------------- |
| Karl Scatliffe | Herrarnas höjdhopp | 2,10 | 39        | Gick inte vidare | Gick inte vidare |

## Segling
| Soling Plac. | Styrman (land)         | Besättning                | Lopp I | Lopp I | Lopp II | Lopp II | Lopp III | Lopp III | Lopp IV | Lopp IV | Lopp V | Lopp V | Lopp VI | Lopp VI | Total- poäng | Totalt -1 |
| Soling Plac. | Styrman (land)         | Besättning                | Plac.  | Poäng  | Plac.   | Poäng   | Plac.    | Poäng    | Plac.   | Poäng   | Plac.  | Poäng  | Plac.   | Poäng   | Total- poäng | Totalt -1 |
| ------------ | ---------------------- | ------------------------- | ------ | ------ | ------- | ------- | -------- | -------- | ------- | ------- | ------ | ------ | ------- | ------- | ------------ | --------- |
| 17           | Robin Tattersall (IVB) | Robert Hirst John Shirley | 19     | 25.0   | 20      | 26.0    | 19       | 25.0     | 21      | 27.0    | 5      | 10.0   | 4       | 8.0     | 121.0        | 94.0      |